# 宮崎あい
宮崎 あい（みやざき あい、1987年6月5日 - ）は、日本の元AV女優。

## 略歴・人物
2006年よりAV女優として活動。
2009年2月25日の公式ブログにて翌3月をもって引退することを発表し、3月31日に引退。

## 出演作品

### アダルトビデオ
2007年
- Maplemuffin Hotel （8月10日、ゴーゴーズ）
- Hカップで呼吸をとめられてみませんか? （8月17日、レアル・ワークス）共演:早坂めぐ、AMI
- 巨乳女狩り 30 （8月25日、クリスタル映像）オムニバス作品 他出演:天咲めい、西野ひなた、水元えり、魚住里奈、麻生なな
- 責め痴女スペシャル 巨乳三姉妹が中出し痴女 （9月18日、レアル・ワークス）共演:さとう和香、松坂るい
- 東京ボイン 爆乳メガネ中出しMIX （11月1日、グローリークエスト）オムニバス作品 他出演:春永みう、里原あみ、高城梨沙

2008年
- 揉みフェチ企画 2 膨張美女肉極上 モミニュケーション!! （3月21日、ジャムズ）オムニバス作品 他出演:麻生美和、吉田恵梨、佐藤香、麗、アンア
- 3連超乳 〜メイド・イン・ボイン〜 （3月21日、ジャムズ）共演:藤堂カレン、福山ももか
- Hcup 爆乳 宮崎あい （4月18日、実録出版）
- ヌルヌル巨乳競泳水着ローション MAX （4月25日、TMA）オムニバス作品 他出演:小坂めぐる、紅りんご、姫咲まりあ
- 巨乳天国 混浴露天風呂 2 （5月8日、ROCKET）オムニバス作品
- 女子大生限定 Iカップ家庭教師センター （5月9日、アップス）
- 巨乳に悩める乙女 ゆる乳矯正エステ （5月17日、ラハイナ東海）オムニバス作品 他出演:国見奈々、桃井アンナ
- 金に困ったブランド嬢は一体いくらでヤれるのか? （5月17日、ラハイナ東海）オムニバス作品 他出演:飯島くらら
- あなたの街の巨乳郵○局 （6月5日、V&Rプロダクツ）共演:水森あおい、MARIMO ほか
- 突然、背後からおっぱい揉まれちゃった女子高生 （6月6日、オフィスケイズ）オムニバス作品
- おっぱいに吸い付く中年男 巨乳エロ （6月10日、FAプロ）オムニバス作品 他出演:あゆか、北原夏美、麻生岬、橘ひな
- ボンテージ娘しか見たくない4時間 （6月13日、TMA）オムニバス作品 他出演:伊沢千夏、鮎川なお、赤西涼、綾瀬はるな、小坂めぐる、紅りんご、小島エミ、姫咲まりあ、堀口奈津美
- おチンポ・オフィス 〜人事部性欲処理課〜 （6月19日、ドグマ）共演:北原夏美、川瀬さやか
- バケパイ 101cm Hcup （6月19日、ディープス）
- 110I 107I 103J 98H （6月19日、OPPAI）共演:小林芽衣、青山れあ、秋川ルイ
- 濡れやすい女の愛液染みパンティ （6月20日、オフィスケイズ）オムニバス作品 他出演:常盤遥、蛯原姫奈、かわのすみれ、芦沢明菜、黒田もね
- 「痴漢撲滅PRビデオ」の撮影と偽って触りまくれ! お仕事中のグラビアアイドルの卵達に媚薬を飲ませて失禁するまで痴漢したビデオ （7月4日、SODクリエイト）オムニバス作品
- 日本最大の巨乳風俗チャンネル PAI-ZOKU （7月4日、アキノリ）
- 団地妻レイプ生中出し 2 （7月4日、TMA）オムニバス作品 他出演:浅田ちち、ほしのまき、夢見ほのか
- 両手がふさがった女子校生に突然!乳もみ!! （7月4日、アフロフィルム）オムニバス作品 他出演:蜜井とわ、飯島くらら、紅りんご、青山ひかる
- ウブな素人娘に初めての手コキしてもらいました!! Vol.2 （7月4日、オフィスケイズ）オムニバス作品
- ズボズボ! 指入れオナニー （7月4日、オフィスケイズ）オムニバス作品 他出演:黒田もね、常盤遥、かわのすみれ、芹沢明菜
- 強引にイカされた女子校生 放課後オイルエステ盗撮 Vol.2 （7月12日、ラハイナ東海）オムニバス作品 他出演:飯島くらら ほか
- レズの女子大生達が、美人ママと娘を女湯で近親相姦レズさせちゃいます!! （7月17日、LADY×LADY）共演:小峰由衣 ほか
- I-cup爆乳嬲り M志願の女 （7月18日、笠倉出版社）
- 中国古式 回春エステサロン盗撮 4 （7月18日、百人町グループ）オムニバス作品
- 巨乳女子校生 5 （7月25日、BAZOOKA）オムニバス作品 他出演:澄川ロア、明佐奈、仲村ろみひ、小宮ゆい
- 巨乳素人さんの膣内に出す （7月25日、コージィ）
- EroBody あい/100cm Iカップ （7月28日、デジタルアーク）
- 芸能未満育成中 6 （8月1日、チーム川崎）
- 隣の巨乳若妻 肉欲マンション （8月21日、ヒビノ）
- 巨乳に群がるおやじたち 嫁のおっぱい娘のおっぱい （8月25日、ながえスタイル）共演:流川純
- 爆乳グラビアアイドル 発禁イメージビデオ （8月25日、竜宮城）オムニバス作品 他出演:蜜井とわ
- Big Boin Style 3 （9月13日、隼エージェンシー）オムニバス作品 他出演:浅田ちち、香坂百合、仲村ろみひ、桜井エミリ、青山れあ
- 中年男の夢を叶えるセックス やりたい放題! 4 （9月25日、ながえスタイル）共演:陽多まり、菊川麻美、坂上友香、綾女
- 巨乳アイドル 発禁裏映像流出!! （10月3日、虎堂）オムニバス作品 他出演:芽衣奈
- 全員がFカップ以上! 巨乳ギャルだらけのニュータイプ銭湯!! （10月9日、GARCON）共演:桃咲まなみ、愛菜りな、佐伯奈々 ほか
- 巨乳乱交中出しソープ （10月19日、CROSS）共演:はるか悠、香月藍、芽衣奈
- BODY KISS （10月24日、デジタルアーク）
- ママが優しく包茎おむつ男に授乳手コキ 2 （10月25日、ラハイナ東海）オムニバス作品
- 巨乳どれい （11月1日、中嶋興業）
- 着替中に背後から乳房を襲われる女 6 （11月8日、ラハイナ東海）オムニバス作品 他出演:鈴香音色、飯島くらら ほか
- 陵辱教室 脅された女教師 巨乳嬲り （11月13日、マルクス兄弟）
- 巨乳めこスジ 〜マイクロビキニ〜 （11月22日、チーム川崎）オムニバス作品 他出演:澄川ロア、藤咲さくら、秋山なつこ、黒木あかね、日羽まり、常盤遥、根本あきこ、西木美羽、樹林れもん、長瀬葵 ※AVグランプリ2009 エントリー作品
- 万引き少女いいなりレイプ 3 （11月22日、I.B.WORKS）オムニバス作品 共演:はるか悠 他出演:乙川ミキ ※AVグランプリ2009 エントリー作品
- 変態セルフ 乳首舐めオナニー （11月25日、アロマ企画）オムニバス作品 他出演:間宮志乃、今井絵理、高嶺みりあ、前田窓花
- 巨乳先生が放課後おこなうパイズリ授業 あい先生 （12月1日、ワンズファクトリー）
- お母さんを介護する僕（12月5日、映天）他出演:神威まなみ、堀越香奈、二宮亜季、寺崎悠子、若槻尚美、宮田まり
- MOODYZファン感謝祭 バコバコバスツアー2009 〜爆乳女優22名の乱交天国!!〜 （12月13日、MOODYZ）共演:浜崎りお、愛菜りな、佐伯奈々、小春、松坂みるく、真田リサ、亜佐倉みんと、乙川ミキ、榎本ゆうな、石原あすか、若槻せな、芹菜ひなた、片桐まふゆ、響愛莉、茅ヶ崎ありす、坂本麻弥、清水あかね、夏川ゆい、加賀冬美、永遠
- レズ解禁 （12月18日、LADY×LADY）共演:つぼみ、七瀬ゆうり
- 放課後浣腸体罰クラブ （12月19日、ドグマ）共演:青山れあ
- 四万・箱根温泉で見つけたデカップお嬢さん ドッキドキ♥ハレンチ温泉レポートしてみませんか? （12月18日、SODクリエイト）オムニバス作品 他出演:羽田未来、牧野くるみ、成瀬心美 ほか

2009年
- 新ヒロイン陵辱シリーズ 天響拳ゼントージャ （1月1日、ヒビノ）共演:モカ
- 調教限界2 全てを受け入れた10人の女達 （1月7日、アタッカーズ）オムニバス作品 他出演:真島みゆき、かわのすみれ、平原亜希、有賀知弥、若槻朱音、琴吹さくら、紺野和香、陽多まり、生田沙織
- 禁断の社長室 （1月9日、アウダースジャパン）共演:鮎川なお、南つかさ、東野愛鈴
- DOKIレズ 30 （1月9日、アウダースジャパン）共演:鮎川なお、南つかさ、東野愛鈴
- パイずり顔射 （1月10日、ラハイナ東海）オムニバス作品 他出演:澄川ロア、国見奈々、飯島くらら、紅りんご、桃井杏奈
- 美尻フェチ デッカイお尻でシゴかれたい! （1月13日、マルクス兄弟）オムニバス作品 他出演:高坂保奈美、北島玲、佐伯奈々、一ノ瀬あきら、水森あおい、香坂美優、浅田ちち、藤田かりん、浅野柚奈
- 妻の親友とその娘 （1月23日、グラフィティジャパン）共演:町村小夜子、白河かれん
- 女子校レズ盗撮 保健の先生と秘密の初体験 （1月31日、ラハイナ東海）オムニバス作品
- MOODYZファン感謝祭 裏バコバコバスツアー2009 本編未収録!AVアイドル16名の本気FUCK!! （2月1日、MOODYZ）共演:浜崎りお、愛菜りな、佐伯奈々、小春、松坂みるく、真田リサ、亜佐倉みんと、乙川ミキ、榎本ゆうな、石原あすか、若槻せな、芹菜ひなた、片桐まふゆ、響愛莉
- みるスポ! × 真正中出しの絶対アングル （2月7日、みるきぃぷりん♪）
- 巨乳娘限定レイプ 4時間 （2月13日、TMA）オムニバス作品 他出演:浅田ちち、風間ゆみ、蜜井とわ、沢口みき、三津なつみ、美咲沙耶、葉月奈穂、浜崎りお、澄川ロア、七瀬たまき、魚住里奈、南沙也香、梨々花、山崎奈々美
- 脱ぎたてホクホク パンティ〜手コキ&フェラ3 （2月19日、イエロー）オムニバス作品 他出演:石川みずき、小坂めぐる、佐田あゆみ、佐伯奈々、平井柚葉、稲森ケイト、長谷川なぁみ、水城ひかり、七瀬ゆうり、矢沢もえ、桜井エミリ
- 宮崎あいの絶対すべらない爆乳 2 （2月20日、チェリーズ）
- エロい女のピストンマ○コとイヤラシい腰使い 2 絶頂限界ディルドゥオナニー （2月20日、映天）オムニバス作品 他出演:涼宮ラム、澤村めぐみ、秋月まひる、七瀬ゆうり
- 爆乳で体をシゴかれたい! （2月25日、竜宮城）オムニバス作品 他出演:立花れん、うるみゆう、桃咲まなみ
- パイズリは挟射だよな! 2 （3月1日、ワンズファクトリー）オムニバス作品 他出演:鈴香音色、佐伯奈々、山崎まりあ、秋川りお、花野真衣、村上涼子、翼裕香、須真杏里
- お母さんのセンズリ鑑賞 （3月6日、映天）オムニバス作品 他出演:安西里緒奈、桧山すず、浅田ちち、水元えり、若槻尚美、松島ルリ、山岡もも恵、藤木未央、小鳥遊恋、細川まり、永井智美
- 自パイ舐め （3月6日、映天）オムニバス作品 他出演:七瀬ゆうり、辻さき、小林芽衣、羽田夕夏、青山ゆい、西木美羽、波風きら、橘ひな
- ベリーベリー通信 -5- どスケベおっぱい倶楽部 （3月14日、ラハイナ東海）オムニバス作品 他出演:赤西涼 ほか
- 女王様監禁アクメ凌辱 レズビアン巨乳痴女 （3月19日、CROSS）共演:橘未稀、姫野りむ、みはる
- 女子校生のお掃除フェラチオ （3月20日、オフィスケイズ）オムニバス作品 他出演:うるみゆう、武田もも、西木美羽、桃咲まなみ
- 女子校生チ○ポオナニー （4月1日、竜宮城）オムニバス作品 他出演:みはる、うるみゆう、桃咲まなみ、西木美羽、武田もも
- 喉奥で尺られ丸呑みされちゃった僕の… （4月13日、アロマ企画）オムニバス作品 他出演:宝部ゆき、星優乃、菜菜美ねい、瀬名ミリア
- 巨乳ナースステーション （4月19日、イエロー）共演:仲村ろみひ、澄川ロア、佐伯奈々
- 手コキでベロちゅ〜 6 12人の接吻&手淫絶頂 （4月19日、イエロー）オムニバス作品 他出演:小坂めぐる、石川みずき、七瀬ゆうり、水城ひかり、山崎まりあ、仲村ろみひ、辻本りょう、上原まみ、くるみ、矢沢もえ、桜井エミリ
- Tawamu-Yawachichi 柔乳 （4月25日、アロマ企画）オムニバス作品 他出演:西木美羽、河野由利香、愛音さおり
- 匂いたつ巨乳と美脚 覗かれた淫らな情事 （4月25日、FAプロ）オムニバス作品 他出演:葉月里彩
- VS. （4月27日、デジタルアーク）
- 巨乳ギャルだらけのスイミングクラブに男ひとりで入会して、泳げないフリすればモテモテになれるか… を本当に試してみた!! （5月7日、GARCON）共演:凛音涼子、倖田みらい、葉山梨々花、永井あいこ、まりん
- ボイン痴女たちの童貞筆下ろし大乱交 （6月13日、MOODYZ）共演:辻本りょう、今野梨乃、山村絵美、中根あゆみ、速水百花、みはる、観月マヤ、一戸のぞみ
- スクール水着ローションパイズリ 2 （7月19日、イエロー）オムニバス作品 他出演:小坂めぐる、澄川ロア、桜井エミリ、鮎川なお、仲村ろみひ、佐伯奈々、牧野くるみ、櫻井ゆうこ、沢木樹里、神田ゆりあ、石川鈴華
- GlamMode Di3 LIMITED EDITION 001 （7月25日、デジタルアーク）共演:西木美羽
- 「ワザと胸を密着してくる歯科衛生士/整体師/看護師の誘惑治療で思わず勃起したらヤられた」 VOL.1 （8月6日、DANDY）オムニバス作品 他出演:橘美穂、北村りょう、真白希実 ほか
- ちんぐり返し アナル舐め手コキ 3 （8月19日、イエロー）オムニバス作品 他出演:RICA、仲村ろみひ、桜井エミリ、藤宮櫻花、諸星セイラ、石川鈴華、広瀬ゆな、渋谷梨果、山下マイ、櫻井ゆうこ、上原まみ

他